# Drulity
Drulity (Duits: Draulitten) is een plaats in het Poolse district  Elbląski, woiwodschap Ermland-Mazurië. De plaats maakt deel uit van de gemeente Pasłęk en telt 410 inwoners.